# 鲁能集团
鲁能集团有限公司，简称鲁能集团，是一家总部位于中華人民共和國山東省济南市的大型国有企业。

## 历史
成立於2002年12月，属中國綠發投資集團有限公司旗下。其经营业务主要以煤电，房地产，铝业为三大主业，还涵盖体育产业，餐饮业等。为响应中央政府开发大西北的号召，在甘肃张掖收购了家白酒、酒精生产企业，涉足酿酒业，其品牌为高端金莱芜与中低端银莱芜浓香型白酒，和高端莱芜珍酱香型白酒等。
經國資監管部門研究批准，將國家電網持有的魯能集團100%國有股權無償劃轉至中國綠發投資集團有限公司。

## 下属产业
- 新能泰山
- 金马集团
- 广宇发展
- 鲁能体育（山东泰山足球俱乐部、山东鲁能乒乓球俱乐部、鲁能泰山足球学校）

## 外部連結
- 鲁能集团有限公司